# برلینگتون کت
برلینگتون کت (انگلیسی: Burlington Coat) شرکت خرده‌فروشی پوشاک آمریکایی است، که در سال ۱۹۷۲ تأسیس شد.